# Pałac w Mikułowej
Pałac w Mikułowej – zabytkowy pałac we wsi Mikułowa, w Polsce, w województwie dolnośląskim, w powiecie zgorzeleckim, w gminie Sulików.

## Historia
Pałac wzniesiono w drugiej połowie XVIII wieku. W 1880 roku został gruntownie przebudowany na eklektyczny i zmieniono mu wystrój. Obiekt był remontowany w 1925 oraz 1990 roku. W latach 50. XX wieku ulokowano w nim PGR, a po jego likwidacji w latach 90. XX wieku nie był użytkowany. W 2013 roku pałac kupiła osoba prywatna, która chce tu w przyszłości stworzyć ośrodek wypoczynkowy dla osób, które ukończyły pięćdziesiąty rok życia.

## Architektura
Pałac to budowla dwuskrzydłowa z narożną wieżyczką alkierzową. Ma dwie kondygnacje z mieszkalnym poddaszem i nakryty jest dachem mansardowym z Lukarnami. Prostokątne okna ujęte są w opaski, podobnie portale. We wnętrzu interesujące są zwłaszcza główny hol i reprezentacyjna klatka schodowa, noszące cechy neomanieryzmu niderlandzkiego. Do dzisiaj zachowała się także część stolarki neorenesansowej i witraż. We wnęce znajdującej się pod półkolistym szczytem  z konchą płycina z napisem w j. łac. Renov: Anno 1886 (odnowiono rok 1886).
Przy dużym dziedzińcu ze studnią na środku stoją zabudowania gospodarcze pochodzące z XIX wieku. Za pałacem znajdują się pozostałości parku krajobrazowego pochodzącego z początku XIX wieku.